# Миломир
Миломир је словенско мушко име, настало од речи мило „љубав, волети“ и мир „свет, мир, престиж“ или индоевропско мӕре „славан, сјајан, истакнут“.

## Имендан
У Словачкој се 3. јула сваке године слави имендан (слч. meniny) Миломира.

## Носиоци имена
- Миломир Агатоновић
- Миломир Главчић
- Миломир Ковач
- Миломир Коларевић
- Миломир Краговић
- Миломир Марић
- Миломир Миљанић
- Миломир Минић
- Миломир Одовић
- Миломир Савчић
- Миломир Стакић
- Миломир Станишић
- Миломир Степић
- Миломир Тодоровић
- Миломир Чворић
- Миломир Шешлија